# Jamał
Jamał, Półwysep Jamalski (ros. Ямал, z nien. Ja – ziemia, mał – koniec) – półwysep w azjatyckiej części Rosji.
Leży nad Morzem Karskim, pomiędzy Zatoką Bajdaracką i Zatoką Obską (ujście Obu). Ma on powierzchnię 122 tysięcy kilometrów kwadratowych. Nizinny (wysokość do 90 metrów), pokryty roślinnością tundrową. 
Półwysep zamieszkują głównie Nieńcy, trudniący się hodowlą reniferów, łowiectwem zwierząt futerkowych i rybołówstwem. 
Bogate złoża gazu ziemnego.